# Campeonato Sudamericano de Baloncesto de 1995
El Campeonato Sudamericano de Baloncesto de 1995 corresponde a la XXXVI edición del Campeonato Sudamericano de Baloncesto. Fue disputado en la ciudad uruguaya de Montevideo, entre el 27 de mayo y el 3 de junio en el Cilindro Municipal de Montevideo
Uruguay consigue su décimo título tras derrotar a la selección de Argentina en la final. Brasil consigue el tercer puesto.

## Equipos
|  |  | Argentina |  |  | Brasil |  |  | Chile |  |  | Paraguay |  |  | Uruguay |  |  | Venezuela |

## Sistema de competición
Las seis selecciones participantes jugaron en un grupo todos contra todos.

## Fase de grupos

### Grupo X
|   | Equipo    | Pts | J | G | P | PF  | PC  | Dif  |
| - | --------- | --- | - | - | - | --- | --- | ---- |
| 1 | Brasil    | 10  | 5 | 5 | 0 | 482 | 311 | 171  |
| 2 | Uruguay   | 9   | 5 | 4 | 1 | 485 | 413 | 72   |
| 3 | Venezuela | 8   | 5 | 3 | 2 | 443 | 446 | -3   |
| 4 | Argentina | 7   | 5 | 2 | 3 | 429 | 403 | 26   |
| 5 | Paraguay  | 6   | 5 | 1 | 4 | 377 | 504 | -127 |
| 6 | Chile     | 5   | 5 | 0 | 5 | 375 | 514 | -139 |

|                         | Venezuela               | 91 - 80                 | Argentina                      |  |
| Reporte                 |                         |                         |                                |  |
| Parciales: 45-41, 46-39 | Parciales: 45-41, 46-39 | Parciales: 45-41, 46-39 | Cilindro Municipal, Montevideo |  |

|                         | Uruguay                 | 112 - 69                | Chile                          |  |
| Reporte                 |                         |                         |                                |  |
| Parciales: 48-40, 64-29 | Parciales: 48-40, 64-29 | Parciales: 48-40, 64-29 | Cilindro Municipal, Montevideo |  |

|                         | Brasil                  | 105 - 56                | Paraguay                       |  |
| Reporte                 |                         |                         |                                |  |
| Parciales: 56-19, 49-37 | Parciales: 56-19, 49-37 | Parciales: 56-19, 49-37 | Cilindro Municipal, Montevideo |  |

|                         | Chile                   | 68 - 127                | Brasil                         |  |
| Reporte                 |                         |                         |                                |  |
| Parciales: 27-56, 41-71 | Parciales: 27-56, 41-71 | Parciales: 27-56, 41-71 | Cilindro Municipal, Montevideo |  |

|                         | Argentina               | 108 - 75                | Paraguay                       |  |
| Reporte                 |                         |                         |                                |  |
| Parciales: 56-42, 52-33 | Parciales: 56-42, 52-33 | Parciales: 56-42, 52-33 | Cilindro Municipal, Montevideo |  |

|                         | Uruguay                 | 112 - 95                | Venezuela                      |  |
| Reporte                 |                         |                         |                                |  |
| Parciales: 54-46, 58-49 | Parciales: 54-46, 58-49 | Parciales: 54-46, 58-49 | Cilindro Municipal, Montevideo |  |

|                         | Venezuela               | 94 - 79                 | Chile                          |  |
| Reporte                 |                         |                         |                                |  |
| Parciales: 44-44, 50-35 | Parciales: 44-44, 50-35 | Parciales: 44-44, 50-35 | Cilindro Municipal, Montevideo |  |

|                             | Uruguay                     | 117 - 83                    | Paraguay                       |  |
| Reporte                     |                             |                             |                                |  |
| Parciales: 53 - 34, 64 - 49 | Parciales: 53 - 34, 64 - 49 | Parciales: 53 - 34, 64 - 49 | Cilindro Municipal, Montevideo |  |

|                             | Brasil                      | 69 - 63                     | Argentina                      |  |
| Reporte                     |                             |                             |                                |  |
| Parciales: 36 - 27, 33 - 36 | Parciales: 36 - 27, 33 - 36 | Parciales: 36 - 27, 33 - 36 | Cilindro Municipal, Montevideo |  |

|                             | Chile                       | 72 - 80                     | Paraguay                       |  |
| Reporte                     |                             |                             |                                |  |
| Parciales: 39 - 34, 33 - 46 | Parciales: 39 - 34, 33 - 46 | Parciales: 39 - 34, 33 - 46 | Cilindro Municipal, Montevideo |  |

|                             | Brasil                      | 92 - 61                     | Venezuela                      |  |
| Reporte                     |                             |                             |                                |  |
| Parciales: 57 - 25, 35 - 36 | Parciales: 57 - 25, 35 - 36 | Parciales: 57 - 25, 35 - 36 | Cilindro Municipal, Montevideo |  |

|                             | Uruguay                     | 81 - 77                     | Argentina                      |  |
| Reporte                     |                             |                             |                                |  |
| Parciales: 40 - 47, 41 - 30 | Parciales: 40 - 47, 41 - 30 | Parciales: 40 - 47, 41 - 30 | Cilindro Municipal, Montevideo |  |

|                             | Venezuela                   | 102 - 83                    | Paraguay                       |  |
| Reporte                     |                             |                             |                                |  |
| Parciales: 54 - 45, 48 - 38 | Parciales: 54 - 45, 48 - 38 | Parciales: 54 - 45, 48 - 38 | Cilindro Municipal, Montevideo |  |

|                             | Chile                       | 87 - 101                    | Argentina                      |  |
| Reporte                     |                             |                             |                                |  |
| Parciales: 44 - 54, 43 - 47 | Parciales: 44 - 54, 43 - 47 | Parciales: 44 - 54, 43 - 47 | Cilindro Municipal, Montevideo |  |

|                             | Uruguay                     | 63 - 89                     | Brasil                         |  |
| Reporte                     |                             |                             |                                |  |
| Parciales: 32 - 45, 31 - 44 | Parciales: 32 - 45, 31 - 44 | Parciales: 32 - 45, 31 - 44 | Cilindro Municipal, Montevideo |  |

### Semifinales
|  | Semifinales | Semifinales |    |             | Final        | Final |  |
|  |             |             |    |             |              |       |  |
|  |             |             |    |             |              |       |  |
|  | Montevideo, |             |    |             |              |       |  |
|  | Brasil      | 61          |    |             |              |       |  |
|  | Argentina   | 65          |    |             |              |       |  |
|  |             |             |    |             |              |       |  |
|  |             |             |    |             | Montevideo,  |       |  |
|  |             |             |    |             | Uruguay      | 89    |  |
|  |             | Argentina   | 74 |             |              |       |  |
|  |             |             |    |             |              |       |  |
|  |             |             |    |             |              |       |  |
|  |             |             |    |             | Tercer lugar |       |  |
|  | Montevideo, | Montevideo, |    | Montevideo, | Montevideo,  |       |  |
|  | Uruguay     | 86          |    | Brasil      | 85           |       |  |
|  | Venezuela   | 82          |    |             | Venezuela    | 63    |  |

|                             | Brasil                      | 61 - 65                     | Argentina                      |  |
| Reporte                     |                             |                             |                                |  |
| Parciales: 32 - 39, 29 - 26 | Parciales: 32 - 39, 29 - 26 | Parciales: 32 - 39, 29 - 26 | Cilindro Municipal, Montevideo |  |

|                             | Uruguay                     | 86 - 82                     | Venezuela                      |  |
| Reporte                     |                             |                             |                                |  |
| Parciales: 39 - 38, 47 - 44 | Parciales: 39 - 38, 47 - 44 | Parciales: 39 - 38, 47 - 44 | Cilindro Municipal, Montevideo |  |

### Partido por el tercer puesto
|                             | Brasil                      | 85 - 63                     | Venezuela                      |  |
| Reporte                     |                             |                             |                                |  |
| Parciales: 42 - 29, 43 - 34 | Parciales: 42 - 29, 43 - 34 | Parciales: 42 - 29, 43 - 34 | Cilindro Municipal, Montevideo |  |

### Final
|                             | Uruguay                     | 89 - 74                     | Argentina                      |  |
| Reporte                     |                             |                             |                                |  |
| Parciales: 43 - 40, 46 - 34 | Parciales: 43 - 40, 46 - 34 | Parciales: 43 - 40, 46 - 34 | Cilindro Municipal, Montevideo |  |

| Uruguay         |
| Campeón Uruguay |
| Décimo título   |

## Estadísticas

### Posiciones globales
|                   | Equipo    | Pts | PG | PP | PF  | PC  | Dif  | Pct   |
| ----------------- | --------- | --- | -- | -- | --- | --- | ---- | ----- |
| Medalla de oro    | Uruguay   | 13  | 6  | 1  | 660 | 569 | 91   | 0.857 |
| Medalla de plata  | Argentina | 10  | 3  | 4  | 569 | 553 | 16   | 0.429 |
| Medalla de bronce | Brasil    | 13  | 6  | 1  | 628 | 439 | 189  | 0.857 |
| 4                 | Venezuela | 10  | 3  | 4  | 588 | 617 | −29  | 0.429 |
| 5                 | Paraguay  | 6   | 1  | 4  | 377 | 504 | −127 | 0.200 |
| 6                 | Chile     | 5   | 0  | 5  | 375 | 514 | −139 | 0.000 |

## Marcas
| Más puntos en un partido              | 207 | 112 - 95 | Uruguay  | Venezuela |
| Menos puntos en un partido            | 126 | 61 - 65  | Brasil   | Argentina |
| Más puntos en un partido (ganador)    | 127 | 127 - 68 | Brasil   | Chile     |
| Menos puntos en un partido (perdedor) | 56  | 56 - 105 | Paraguay | Brasil    |
| Mayor victoria                        | +59 | 68 - 127 | Chile    | Brasil    |